# Бхасарваджня
Бхасарваджня (санскр.  Bhāsarvajca или Bh āvasarvajca) — живший в 9—10 вв. средневековый индийский философ-найяик, деятельность которого стала значительной вехой в развитии ньяи после Уддйотакары, известного автора субкомментария к «Ньяя-сутрам».

## Краткая биография
Бхасарваджня происходил из Кашмира. Точная дата его рождения неизвестна. Он обладал великолепными познаниями как текстов ньяи, так и оппонирующих учений, прежде всего буддизма, имел способности искусного аналитика и смелого новатора. Рассматривая основные философские догматы ньяи вайшешики, он в некоторых аспектах придерживался традиции своей родной «конфессии» — северного шиваизма, а именно школы пашупатов. Является авторов двух произведений — «Ньяя-сары» и прилагающегося к ней автокомментария.

## «Ньяя-сара»
Трактат содержит три главы и посвящён трём источникам знания (прамана): восприятию, умозаключению и словесному свидетельству. Несмотря на то, что классическая ньяя изначально рассматривала четыре источника знания, Бхасарваджня свёл их трём, руководствуясь как соображениями логики, так и своей «конфессии», так как именно такой их набор признавался философами пашупатов. Согласно Бхасарваджне, источник знания является инструментом прямого и определённого постижения вещи (самъяганубхава). Заблуждение тоже вполне определённое, но ложное понятие (митхья). Сомнение включает в себя как колебания субъекта относительно идентификации объекта, так и воображение, неопределённые суждения.
Восприятие — это средство непосредственного (апарокша) познания. Оно разделяется на йогическое (когда объекты, с которыми оно работает, расположены далеко в пространстве и времени) и обычное. Первое находится на перпеции в «дисциплинированном» и «спонтанном» состояниях йогина. Восприятия любого рода имеют две стадии развития: простое отражение объекта и его понятийная идентификация.
Умозаключение — это средство опосредованного (парокша) познания, которое реализуется через прямое, не имеющее иных вариантов «сопровождение» (авинабхава) среднего термина (дым) большим (огонь), которое есть «проникновение» (вьяпти) одного другим в силу соотношения их имманентных «природ» (свабхава). Подразделяются умозаключения на положительные и отрицательные (анвая-вьятирека), работающие с объектом наблюдаемым и ненаблюдаемым, на «умозаключения-для-себя» и «умозаключения-для-других» или силлогизм (в соответствии с дифференциацией Дигнаги). В отличие от Дигнаги, второй из пяти членов силлогизма — это аргумент (хету), который может быть положительным, отрицательным или положительно-отрицательным. Следуя классификации «Чарака-самхиты», Бхасарваджня добавил ещё один псевдоаргумент к тем пяти, которые считались классической ньяей. Он разделил дискуссии на бесстрастные и страстные; первые направлены на установление истины, вторые — на победу над противником; они могут быть софистическими и эристическими.
Словесное свидетельство — это средство прямого познания путём понимания условных значений слов. Оно также подразделяется на два вида — в соответствии с наблюдаемостью или ненаблюдаемостью его референта. Ни один из видов сравнения не является источником знания. Например, суждение «Гавайя похожа на корову» — словесное свидетельство, «Моя корова похожа на это животное» — случай памяти, которая не относится к источникам знания, а «Это животное называется гавайя» — опять словесное суждение. Бхасарваджня считает его четвёртым источником знания, так как он не всегда аккуратен в классификациях: целью его было отделить сравнение от умозаключения, но он нигде не даёт определений отличия его от словесного свидетельства, разновидностью которого сравнение на самом деле и является.
Бхасарваджня разделяет все объекты познания на те, которых нужно достигать (включая средства их достижения) и те, которых необходимо избегать (включая механизмы этого осуществления). То, чего следует избегать, — это будущие страдания (дукхка) 21 разновидности: тело, шесть чувств, в том числе ум (манас), шесть соответствующих познаний, удовольствие и само страдание; каждый из них локус, либо сопровождение, либо причина последнего. Источники страдания — незнание (авидья), желание (тришна), а также дхарма и не-дхарма (последние два являются причинами удовольствий и страданий). Необходимо достичь полного прекращения каких-либо связей со страданием. Для этого нужно использовать познание реальности, содержанием которого является атман. Последний подразделяется на два вида: первый — это бог Ишвара (всемогущий, все знающий миросоздатель; его бытие устанавливается посредством умозаключения от следствий, подобных земле, к их причине); второй — это индивидуальная душа, «питающаяся» плодами сансары и устанавливаемая в качестве локуса знаний и памяти, что опровергает буддийское отрицание атмана. Кроме того, Бхасарваджня утверждает, что в состоянии «освобождения» во время йогического видения Шивы индивидуальная душа вкушает блаженство и при этом сознательна, сомневаясь в том, что кого-нибудь в здравом уме может привлекать перспектива «освобождения» в состоянии полной безэмоциональности; этим он опровергает точку зрения большинства найяиков и вайшешиков.

## «Ньяя-бхушана»
Трактат переводится как «Украшение Ньяи» и посвящён в основном вопросам полемики. В нём Бхасарваджня исправляет семь концепций ошибочного восприятия, которые принадлежат другим школам; отстаивает, в противовес мимансе «внешний» критерий истины, противостоит учению философа Бхартрихари об особом «нефонетическом» носителе значений слов (спхота). Опровергает и космологию санкхьи, и монистическую доктрину адвайта-веданты, но основную критику обращает на буддийскую виджняна-ваду, представленную прежде всего в «Прамана-варттике» Дхармакирти — здесь он подчёркивает идентичность монизма виджняна-вады и веданты. Так же конструктивно он даёт классификацию разновидности категорий «Вайшешика-сутр», что является высоким достижением в плане категоризации не только на индийском, но и на мировом уровне.